# Héctor Aguirre
Héctor Giovany Aguirre Lémus (15 febbraio 1976) è un ex calciatore guatemalteco, di ruolo centrocampista.

## Caratteristiche tecniche
Centrocampista sinistro, poteva giocare anche a destra.

## Carriera

### Club
Ha giocato fino al 2004 nell'Aurora. Nel 2004 è passato al Comunicaciones. Nel 2006 si è trasferito al Deportivo Petapa. Nel 2007 ha firmato un contratto con il Sacachispas. Nel 2010 è stato acquistato dal Mictlán, con cui ha concluso la propria carriera nel 2012.

### Nazionale
Ha debuttato in Nazionale il 22 giugno 2003, nell'amichevole Honduras-Guatemala (2-1). Ha messo a segno la sua prima rete con la maglia della Nazionale l'8 luglio 2003, nell'amichevole Guatemala-El Salvador (2-1), siglando la rete del momentaneo 2-0 al minuto 65. Ha partecipato, con la Nazionale, alla CONCACAF Gold Cup 2003. Ha collezionato in totale, con la maglia della Nazionale, 9 presenze e una rete.